# Оирасе
Оирасе (яп. おいらせ町 Оирасэ-тё:) — посёлок в Японии, находящийся в уезде Камикита префектуры Аомори. Площадь посёлка составляет 71,88 км², население — 25 064 человека (1 августа 2014), плотность населения — 348,69 чел./км².

## Географическое положение
Посёлок расположен на острове Хонсю в префектуре Аомори региона Тохоку. С ним граничат города Мисава, Хатинохе и посёлки Рокунохе, Гонохе.

## Население
Население посёлка составляет 25 064 человека (1 августа 2014), а плотность — 348,69 чел./км². Изменение численности населения с 1980 по 2005 годы:
| 1980 | 17 637 чел. |  |
| 1985 | 18 632 чел. |  |
| 1990 | 19 120 чел. |  |
| 1995 | 21 031 чел. |  |
| 2000 | 23 220 чел. |  |
| 2005 | 24 172 чел. |  |

## Символика
Деревом посёлка считается гинкго, цветком — цветок сакуры, птицей — лебедь.